# Nossa Senhora de Nazaré
Nossa Senhora de Nazaré là một đô thị thuộc bang Piauí, Brasil. Đô thị này có diện tích 356,341 km², dân số năm 2007 là 3987 người, mật độ 11,19 người/km².